# Zaburzenia nerwicowe
Zaburzenia nerwicowe, zwane również neurozami – grupa zaburzeń psychicznych o bardzo rozmaitej symptomatyce, definiowana jako zespoły dysfunkcji narządów, psychogennych zaburzeń emocjonalnych, zakłóceń procesów psychicznych i patologicznych form zachowania występujących w tym samym czasie i powiązanych ze sobą wzajemnie.
Termin ten nie jest dłużej stosowany przez środowisko psychiatryczne w Stanach Zjednoczonych, ponieważ termin ten został usunięty z Diagnostycznego i Statystycznego Podręcznika Zaburzeń Psychicznych w 1980 r. wraz z publikacją DSM III. W obecnie obowiązującej klasyfikacji ICD-10 termin zaburzeń nerwicowych został zastąpiony terminem zaburzeń lękowych. Wiązało się to z reorganizacją kategorii zaburzeń afektywnych.
Dla zaburzeń nerwicowych charakterystycznym jest zachowany sąd realizujący; chory często zdaje sobie sprawę z absurdalności swoich objawów (natręctw, fobii) czy braku podstaw swoich objawów somatycznych, jednakże przeżywa lęk związany z nimi. Między innymi ta cecha – krytycyzm wobec swoich objawów – różni nerwicę od psychozy.
Dawne (historyczne) nazwy na zaburzenia nerwicowe to podrażnienie mlecza, nerwospazmy, newroza zmienna, ogólna nadczułość, newrozyzm czy cerebropatia sercowo-mózgowa. Termin „nerwica” (ang. neurosis) został wprowadzony w XVIII w. przez szkockiego lekarza Williama Cullena.

## Mechanizm
Błędne koło objawów nerwicowych polega na dodatnim sprzężeniu zwrotnym pomiędzy objawami. Np. lęk wyzwala dodatkowe objawy wegetatywne, które z kolei nasilają lęk, który dodatkowo wzmaga objawy wegetatywne.
- lęk – irracjonalne zachowanie wynikające z nieuzasadnionego poczucia niepokoju, punkt krystalizacyjny dla innych objawów
- zaburzenia wegetatywne – dolegliwości bólowe, zaburzenia snu, zaburzenia łaknienia, zaburzenia seksualne

## Przejawy w kontaktach interpersonalnych
- Perfekcjonizm – uznawanie działania o cechach doskonałości za jedynie dopuszczalne
- Egocentryzm – nadmierna koncentracja uwagi na sobie i poczucie szczególnego charakteru własnych dolegliwości nerwicowych; nieuzasadnione oczekiwania wobec otoczenia
- Uzależnienie – od osób, używek, nawyków itp.

## Objawy
Manifestacje zaburzeń nerwicowych mogą przyjmować następujące obrazy:
- objawy somatyczne:
  - porażenia narządów ruchu lub pewnych ich części,
  - brak czucia (anestezja, analgezja) pewnych obszarów skóry, zaburzenia wzroku, słuchu lub nadmierna wrażliwość na bodźce, trudności z oddychaniem, uczucie ciasnoty w klatce piersiowej,
  - napięciowy ból głowy, ból żołądka, serca, kręgosłupa, zawroty głowy, drżenie kończyn, kołatanie serca, nagłe uderzenie gorąca,
  - zespoły objawów charakterystyczne dla niektórych chorób czy stanów fizjologicznych (np. urojona ciąża, zaburzenia mowy, zaburzenia równowagi, napady drgawkowe przypominające padaczkę itd.),
  - zaburzenia funkcjonowania organów wewnętrznych,
  - zaburzenia seksualne (np. zaburzenia erekcji, anorgazmia, wytrysk przedwczesny),
- zaburzenia funkcji poznawczych:
  - natrętne myślenie,
  - natręctwa ruchowe,
  - zaburzenia pamięci,
  - trudności w koncentracji uwagi,
  - subiektywnie odczuwalne zmiany w percepcji rzeczywistości (np. derealizacja),
- zaburzenia emocji:
  - fobie – patologiczny lęk przed pewnymi przedmiotami (np. ostrymi narzędziami), zwierzętami (np. pająkami, myszami), sytuacjami (lęk przed otwartą przestrzenią – agorafobia, zamkniętą przestrzenią klaustrofobia, lęk przed autobusami, tłumem, ekspozycją społeczną, wyjazdami),
  - lęk wolnopłynący, nieokreślony niepokój,
  - nagłe napady lęku,
  - brak motywacji, apatia,
  - zanik zdolności odczuwania przyjemności (anhedonia)
  - stan podwyższonego napięcia, poirytowanie,
  - labilność emocjonalna,
  - przygnębienie,
  - zaburzenia snu, najczęściej bezsenność.

Powyższe objawy nie mają podłoża organicznego. Mogą mieć różne nasilenie.

## Przyczyny
Źródłem zaburzeń nerwicowych są nierozwiązane nieuświadomione konflikty wewnętrzne, najczęściej pomiędzy dążeniami jednostki a jej możliwościami, potrzebami a obowiązkami, pragnieniami a normami społecznymi. Pojawiają się wtedy, kiedy wrażliwa i nieodporna na stresy osobowość poddawana jest presji sytuacji (często świadomie akceptowanej), a wymagającej od niej funkcjonowania sprzecznego z nieuświadomionymi tendencjami. Przyczyną nerwic może być także deficyt opieki rodzicielskiej w dzieciństwie lub nieodreagowany uraz (trauma).

## Skutki
Wtórnymi skutkami nerwicy może być: zaniżone poczucie własnej wartości i dążenie do kompensowania go szczególnymi osiągnięciami, czy nadmiernym zaangażowaniem w pracę. Szczególną uwagę zwrócił na ten aspekt Alfred Adler. Współcześnie za podstawowy skutek nerwicy uważa się zgeneralizowaną utratę radości życia. Szczegółowo może to być np. wypadanie z ról społecznych i rodzinnych, nadużywanie systemu medycznego, zbędnie podejmowana diagnostyka, zbędne uzależniające stosowanie farmakoterapii, spadek aktywności i wydolności zawodowej, izolacja w domu, a nawet samobójstwa.

## Schemat zaburzeń nerwicowychDSM-IV
|                                 |                                 |                                         | LĘK                                     |                                   |                                   |                                          |                                      |                 |                 |
|                                 |                                 |                                         |                                         |                                   |                                   |                                          |                                      |                 |                 |
|                                 |                                 |                                         |                                         |                                   |                                   |                                          |                                      |                 |                 |
|                                 | odczuwany                       | odczuwany                               |                                         |                                   | domniemany                        | domniemany                               |                                      |                 |                 |
|                                 |                                 |                                         |                                         |                                   |                                   |                                          |                                      |                 |                 |
|                                 |                                 |                                         |                                         |                                   |                                   |                                          |                                      |                 |                 |
| zaburzenia związane ze strachem | zaburzenia związane ze strachem | zaburzenia związane z lękiem            | zaburzenia związane z lękiem            | zaburzenia obsesyjno- kompulsyjne | zaburzenia obsesyjno- kompulsyjne | zaburzenia somatoformiczne               | zaburzenia somatoformiczne           |                 |                 |
|                                 |                                 |                                         |                                         |                                   |                                   |                                          |                                      |                 |                 |
| fobia, PTSD                     | fobia, PTSD                     | zespół paniki, zespół lęku uogólnionego | zespół paniki, zespół lęku uogólnionego |                                   |                                   | zaburzenia dysocjacyjne, konwersyjne     | zaburzenia dysocjacyjne, konwersyjne |                 |                 |
|                                 |                                 |                                         |                                         |                                   |                                   |                                          |                                      |                 |                 |
|                                 |                                 |                                         |                                         |                                   |                                   |                                          |                                      |                 |                 |
|                                 |                                 |                                         |                                         | amnezja psychogenna, fuga         | amnezja psychogenna, fuga         | zaburzenia somatyzacyjne                 | zaburzenia somatyzacyjne             | osobowość mnoga | osobowość mnoga |
|                                 |                                 |                                         |                                         |                                   |                                   |                                          |                                      |                 |                 |
|                                 |                                 |                                         |                                         |                                   |                                   | uporczywe bóle psychogenne, hipochondria |                                      |                 |                 |
|                                 |                                 |                                         |                                         |                                   |                                   |                                          |                                      |                 |                 |
|                                 |                                 |                                         |                                         |                                   |                                   | dysmorfofobia                            |                                      |                 |                 |

## Podział zaburzeń nerwicowych według ICD-10
W klasyfikacji ICD-10 zaburzenia nerwicowe są definiowane jako zaburzenia psychiczne niemające podłoża organicznego, w których nie dochodzi do zakłócenia oceny realności ani trudności w rozróżnieniu między subiektywnymi doświadczeniami choroby a realnością zewnętrzną. Nawet znacznie zaburzone zachowanie pozostaje w granicach akceptowanych społecznie. Zachowania nieakceptowane społecznie mogą się ujawnić w stanach dysocjacji.
Do zaburzeń nerwicowych ICD-10 zalicza:
- zaburzenia lękowe, w tym w postaci fobii,
- zaburzenie obsesyjno-kompulsyjne (dawniej nerwica natręctw),
- reakcje na ciężki stres i zaburzenia adaptacyjne,
- zaburzenia dysocjacyjne (konwersyjne),
- zaburzenia występujące pod postacią somatyczną.

## Podział nerwic wedługAntoniego Kępińskiego
- nerwica neurasteniczna – poczucie zmęczenia nieadekwatne do sytuacji, spowolnienie procesów poznawczych,
  - hiposteniczna – ogólne osłabienie bez podłoża organicznego,
  - hipersteniczna – rozdrażnienie, objawy somatyczne: bóle głowy (tzw. kask), derealizacja, lękliwość, hipersomnia,
- nerwica hipochondryczna – zgeneralizowane poczucie choroby, skupienie uwagi na doznaniach, błędne koło oparte na nieustannej interpretacji i transformacji objawów,
- nerwica histeryczna – przeniesienie lęku na sferę somatyczną – intensywność, ekspansja objawów, teatralność (zob. osobowość histrioniczna),
- nerwica depresyjna – smutek, apatia, zahamowanie psychoruchowe,
- nerwica anankastyczna – wyobrażenie i rytuały redukujące lęk, zespół natręctw i kompulsyjnych zachowań,
- nerwica lękowa – fobia.

## Leczenie nerwic
Przyjmuje się, że podstawą leczenia w większości przypadków powinna być psychoterapia, która poprzez zmianę zachowania i interpretacji własnych objawów i bodźców lękotwórczych pozwala przerwać mechanizm błędnego koła (terapia poznawczo-behawioralna). Psychoterapia pozwala również rozwiązać konflikty intrapsychiczne, które leżą u podłoża wielu zaburzeń z tej grupy.
Często stosowaną metodą jest również farmakoterapia – stosowana jako leczenie objawowe, doraźnie wspomagające, zależne od stanu pacjenta. Stosuje się przede wszystkim leki anksjolityczne, np. w lęku napadowym lub w sytuacji, gdy objawy nie pozwalają na podjęcie psychoterapii. Drugą najczęściej stosowaną grupą leków są SSRI – leki antydepresyjne drugiej generacji wykazujące się działaniem anksjolitycznym.

## Klasyfikacja ICD10
| kod ICD10   | nazwa choroby                                                         |
| ----------- | --------------------------------------------------------------------- |
| ICD-10: F40 | Zaburzenia lękowe w postaci fobii                                     |
| ICD-10: F41 | Inne zaburzenia lękowe                                                |
| ICD-10: F42 | Zaburzenia obsesyjno-kompulsywne                                      |
| ICD-10: F43 | Reakcja na ciężki stres i zaburzenia adaptacyjne                      |
| ICD-10: F44 | Zaburzenia dysocjacyjne (konwersyjne)                                 |
| ICD-10: F45 | Zaburzenia występujące pod postacią somatyczną (somatoform disorders) |
| ICD-10: F48 | Inne zaburzenia nerwicowe                                             |